# Sune Sandström
Sune Olof Hilding Sandström, född 26 juni 1939 i Nyhems församling i Jämtlands län, död 22 oktober 2011 i Vällingby församling, Stockholm, var en svensk polis. 
Sandström tog distriktsåklagarexamen 1965, avklarade polischefsutbildning 1966 och tog juris kandidatexamen 1975. Han blev polissekreterare vid rikspolisstyrelsen 1966, var sekreterare för Jämtlands läns landsting 1967–1969 och arbetade som polissekreterare i Östersund 1969–1971. Sandström tjänstgjorde som polismästare i Vilhelmina 1971–1973, polisintendent vid rikspolisstyrelsen 1973–1979, polisöverintendent i Stockholm 1979–1987 och utsågs 1987 till avdelningschef vid rikspolisstyrelsen.
När Olof Palme mördades den 28 februari 1986 var Stockholms länspolismästare Hans Holmér semesterledig och Sandström, chef för ordningspolisen, vikarierade för honom. Sandström trädde på natten i tjänst, men ansvaret för efterspaningarna ålades biträdande länspolismästare Gösta Welander.
Sandström blev chef för Säkerhetspolisen 1987 och efterträdde därmed Sven-Åke Hjälmroth. Han avgick 1989 till följd av Ebbe Carlsson-affären. Därefter var han bland annat operativ chef för Stockholmspolisen under 1990-talet fram till pensioneringen 2002.